# Falls County
Das Falls County ist ein County im Bundesstaat Texas der Vereinigten Staaten. Das U.S. Census Bureau hat bei der Volkszählung 2020 eine Einwohnerzahl von 16.968 ermittelt. Der Sitz der Countyverwaltung (County Seat) befindet sich in Marlin.

## Geographie
Das County liegt östlich des geographischen Zentrums von Texas und hat eine Fläche von 2004 Quadratkilometern, wovon 12 Quadratkilometer Wasserfläche sind. Es grenzt im Uhrzeigersinn an folgende Countys: Limestone County, Robertson County, Milam County, Bell County und McLennan County.

## Geschichte
Falls County wurde am 28. Januar 1850 aus Teilen des Limestone County und Milam County gebildet. Die Verwaltungsorganisation wurde am 5. August gleichen Jahres abgeschlossen. Benannt wurde es nach den Wasserfällen am Brazos River.
Zwei Bauwerke und Stätten des Countys sind im National Register of Historic Places (NRHP) eingetragen (Stand 19. Mai 2019), das Falls County Courthouse und der Westphalia Rural Historic District.

## Demografische Daten

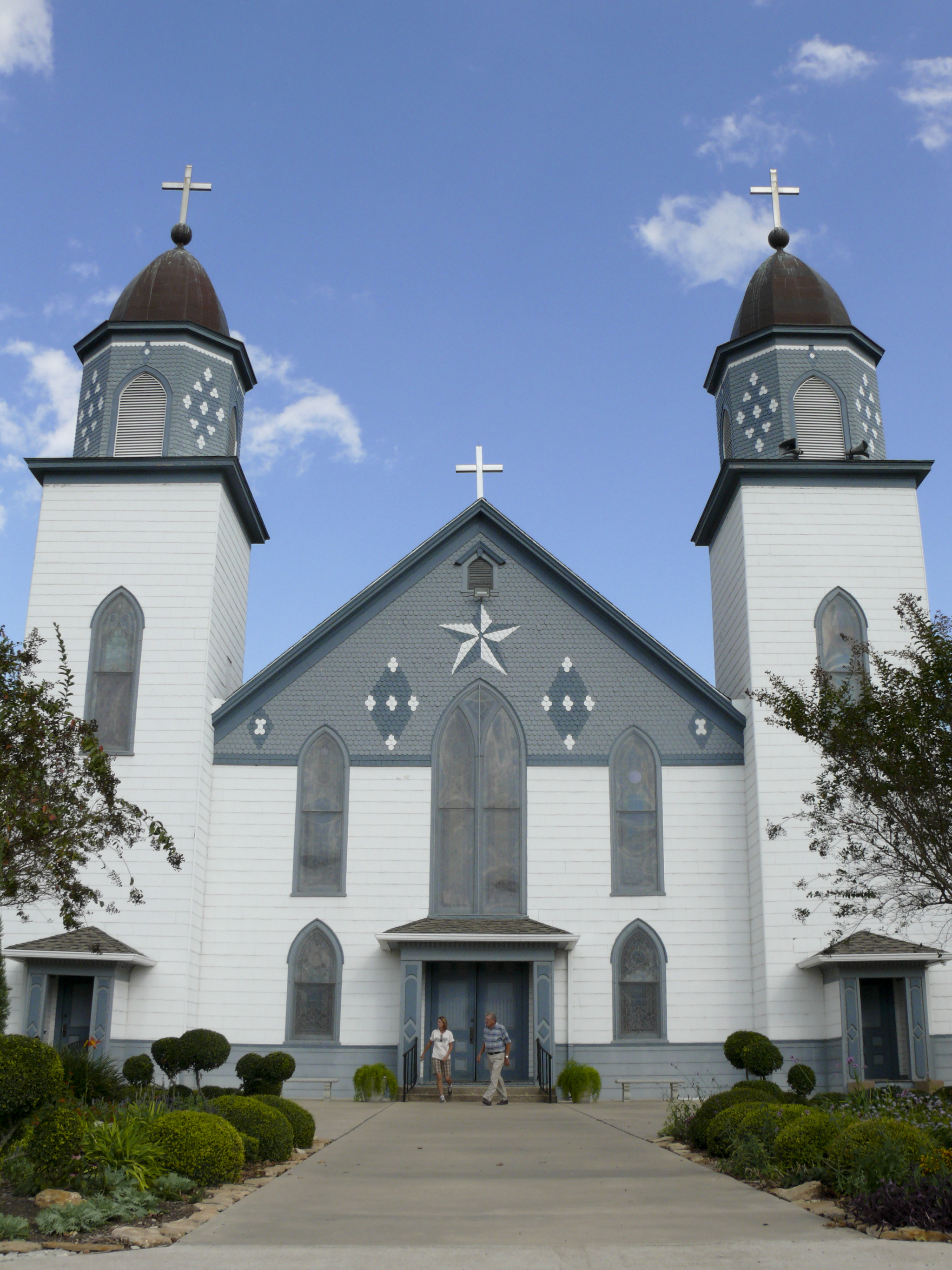
Church of the Visitation

Nach der Volkszählung im Jahr 2000 lebten im Falls County 18.576 Menschen in 6.496 Haushalten und 4.410 Familien. Die Bevölkerungsdichte betrug 9 Einwohner pro Quadratkilometer. Ethnisch betrachtet setzte sich die Bevölkerung zusammen aus 61,50 Prozent Weißen, 27,45 Prozent Afroamerikanern, 0,50 Prozent amerikanischen Ureinwohnern, 0,11 Prozent Asiaten, 0,04 Prozent Bewohnern aus dem pazifischen Inselraum und 8,81 Prozent aus anderen ethnischen Gruppen; 1,59 Prozent stammten von zwei oder mehr Ethnien ab. 15,83 Prozent der Einwohner waren spanischer oder lateinamerikanischer Abstammung.
Von den 6.496 Haushalten hatten 30,6 Prozent Kinder oder Jugendliche, die mit ihnen zusammen lebten. 48,2 Prozent waren verheiratete, zusammenlebende Paare, 15,6 Prozent waren allein erziehende Mütter und 32,1 Prozent waren keine Familien. 29,4 Prozent waren Singlehaushalte und in 15,4 Prozent lebten Menschen im Alter von 65 Jahren oder darüber. Die durchschnittliche Haushaltsgröße betrug 2,54 und die durchschnittliche Familiengröße betrug 3,15 Personen.
27,6 Prozent der Bevölkerung war unter 18 Jahre alt, 7,8 Prozent zwischen 18 und 24, 27,0 Prozent zwischen 25 und 44, 20,8 Prozent zwischen 45 und 64 und 16,9 Prozent waren 65 Jahre alt oder älter. Das Medianalter betrug 36 Jahre. Auf 100 weibliche Personen kamen 85,8 männliche Personen und auf 100 Frauen im Alter von 18 Jahren oder darüber kamen 74,4 Männer.
Das jährliche Durchschnittseinkommen eines Haushalts betrug 26.589 USD, das Durchschnittseinkommen einer Familie betrug 32.666 USD. Männer hatten ein Durchschnittseinkommen von 27.042 USD, Frauen 20.128 USD. Das Prokopfeinkommen betrug 14.311 USD. 18,8 Prozent der Familien und 22,6 Prozent der Einwohner lebten unterhalb der Armutsgrenze.

## Städte und Gemeinden
- Baileyville
- Barclay
- Briary
- Cedar Springs
- Chilton
- Durango
- Eloise
- Goodville
- Lott
- Marlin
- McClanahan
- Mooresville
- New Clarkson
- North Prairie
- Otto
- Perry
- Reagan
- Rocky Hill
- Rosebud
- Satin
- Sunrise
- Terrys Chapel
- Travis
- Westphalia
- Wilderville
- Zipperlenville